# Das Schwarze Auge: Drakensang
Das Schwarze Auge: Drakensang ist ein am 1. August 2008 veröffentlichtes Computer-Rollenspiel, das vom Berliner Studio Radon Labs entwickelt und von dtp entertainment vermarktet wurde. Die Spielwelt von Drakensang baut auf dem Pen&Paper-Rollenspiel Das Schwarze Auge auf.
Radon Labs entwickelte mit Drakensang: Am Fluss der Zeit ein Prequel zu Das Schwarze Auge: Drakensang, das am 19. Februar 2010 erschien.

## Handlung

### Handlungsverlauf
Drakensang gehört zur Vorgeschichte der DSA-Kampagne Drachenchronik, einer größeren Abenteuerserie für das Pen-&-Paper-Rollenspiel. Hauptschauplatz der Handlung von Drakensang ist die Stadt Ferdok im Herzen Aventuriens. Reisen zu anderen Schauplätzen werden ähnlich wie in den Spielen der Nordlandtrilogie per Landkartenansicht realisiert.
Der Spielercharakter wird von seinem alten Freund Ardo von Eberstamm in einer Intro-Sequenz gebeten, ihn in einer dringenden Angelegenheit in Ferdok zu besuchen. Dort angekommen erfährt der Spieler, dass Ardo Opfer einer Mordserie wurde. Diese gilt es nun zunächst aufzuklären, es zeigen sich dann weitere Verstrickungen, die Ardo selbst untersuchte. Das nächste Ziel ist daher, Ardos Ermittlungen fortzuführen. Es stellt sich heraus, dass alle 87 Jahre eine sogenannte Drachenqueste stattfindet, für die der Spielercharakter vom Orakel auserkoren wird.
Die Queste besteht aus einzelnen Aufgaben, für die der Spieler an verschiedene Orte in der Region reisen muss, es gilt die Ursache von Untotenangriffen zu finden, Artefakte aufzutreiben und weitere Aufgaben zu lösen. Rollenspieltypisch sind dabei die Wege zum Ziel etwas verschlungener, als es zunächst den Anschein hat, außerdem sind in den Gebieten kleinere Nebenquesten möglich, um zusätzliche Erfahrung und Ausrüstungsgegenstände zu sammeln.
Nach Abschluss der letzten Queste, das sogenannte „Adamantene Herz“ zu finden, erhält der Spieler eine Einladung in die Zwergenstadt Murolosch, in der sich nach einer Krönungszeremonie Anschläge auf prominente Bürger ereignen. Für diese wird die dem Spieler während seiner Abenteuer bekannt gewordene Gauklerkönigin Salina beschuldigt, sodass der Spieler sich bemüht, ihre Unschuld zu belegen. Dabei stellt sich heraus, dass durch das Adamantene Herz die Seele eines Drachen enthält, die nun von dessen Sohn benötigt wird, um Unsterblichkeit zu erlangen, sodass er eine Armee aus Kultisten in die Stadt Murolosch entsendet. Dem Spieler obliegt es nun, diese zu verteidigen und in einem letzten Gegenangriff den Drachen zu besiegen, um das Gleichgewicht der Welt wiederherzustellen.

### Gebiete
Inklusive der vier Heimat-Stadtteile in Ferdok und dem eigenen Anwesen existieren 11 Hauptgebiete, sowie der darin enthaltenen Örtlichkeiten wie Tavernen, Kellergewölben, Höhlen, Grüfte usw. Diese sind entweder direkt durch Verlassen von einem angrenzenden Gebiet, durch Anwählen auf einer Karte oder teils automatisch zugänglich und meist nur für die jeweiligen (Neben-)Questen geöffnet. Ferner gibt es Zufallsbegegnungen auf Reisen und das Zwergenviertel in Ferdok, das jedoch im gesamten Spiel nicht zugänglich ist.

## Spielprinzip
Drakensang ist ein reines Einzelspieler-Spiel, besitzt eine 3D-Ansicht, und der Spieler kann bis zu vier Charaktere durch die Abenteuerwelt führen. Die Kämpfe basieren, ähnlich wie Baldur’s Gate allerdings basierend auf dem Regelwerk von Das schwarze Auge, auf einem Rundensystem, das in Echtzeit umgesetzt und dargestellt wird. Durch eine Pausenfunktion kann das Spielgeschehen dabei zu jedem Zeitpunkt angehalten werden.
Insgesamt kann der Spieler zwischen zehn Begleitern auswählen. Diese trifft er während seiner Reise. Im Team darf er aber nur drei gleichzeitig befehligen, Die übrigen warten in seinem Haus. Diese bekommen, obwohl sie nicht aktiv ins Geschehen eingreifen, die gleichen Erfahrungspunkte wie sich momentan im Team befindliche Begleiter. Nicht alle Quests sind sofort ausführbar/annehmbar oder beendbar. Dies geschieht Schritt für Schritt nach Lösen der Drachenqueste (Kapitel).
Das Haus fungiert unter anderem als Lagerstätte für Gegenstände. Dort kann der Spieler Werkbänke aufstellen, die ihm zum Beispiel das Brauen von Tränken oder die Herstellung von Waffen erlauben. Gleichzeitig ist es der Aufenthaltsort der zur Zeit inaktiven Begleiter. Der Spieler kann jederzeit zwischen den Missionen nach Ferdok zurück reisen, um dort die Zusammensetzung seiner Gruppe zu verändern. Um in die Missionsgebiete zu gelangen, wählt man auf einer statischen Karte seinen Zielpunkt. Während der automatisierten Reise kann es zu Zufallsbegegnungen mit feindlich gesinnten Kreaturen kommen. Nach dem Lösen der Drachenqueste sind manche Handlungsschauplätze nicht mehr betretbar.
Im laufenden Spiel kann jederzeit der Pausenmodus aktiviert werden, zum Beispiel während eines Kampfes. Dadurch können in Ruhe individuell für alle Gruppenmitglieder Spezialattacken vorbereitet, Teammitglieder neu positioniert oder Tränke verabreicht werden. Durch das Drücken der Strg-Taste kann der Spieler einem Charakter mehrere Folgebefehle geben, die von der Spielfigur anschließend automatisch abgearbeitet werden.
Ein Spielcharakter ist jeweils ausgewählt, der gewisse Aktivitäten durchführt, wie das Entschärfen von Fallen oder das Aufheben von Gegenständen. Ansonsten finden Aktionen in der Regel gemeinsam statt, und die anderen folgen, es sei denn, man schickt eine Person zum gemeinsamen Anwesen. Mit Schleichen, normal Gehen und Rennen existieren drei Laufgeschwindigkeiten, die verschiedene Taktiken ermöglichen.
Eine Besonderheit des Kampfsystems ist die Möglichkeit, Wunden zu verursachen. Wunden entstehen, wenn der verursachte Schaden den Konstitutionswert des Getroffenen übersteigt. Gegner, die fünf Wunden erleiden ohne diese zu behandeln, sind unabhängig von der Anzahl der verbliebenen Lebenspunkte sofort tot. Spezialattacken erhöhen die Chance auf das Verursachen von Wunden. Mit diesen Attacken können auch kampfschwache Begleiter stärkere Gegner schnell töten. Einige Boss-Gegner sind daher gegen spezielle Fähigkeiten immun.
Im Spiel können Fertigkeiten wie Bogenbau, Schmieden, Alchemie, Zaubern oder verschiedene Kampfarten und -attacken erlernt und im Laufe der Zeit gesteigert werden. Viele gefundene oder erworbene Gegenstände können zu nützlicheren Ausrüstungsgegenständen kombiniert werden. Dazu sind Anleitungen sowie Talentwerte in gewisser Höhe nötig, die man zuvor durch Sammeln von Erfahrungen errungen und dann verteilt hat.

## Entwicklung
Dieses vierte DSA-Computerspiel steht – abgesehen von der gleichen Spielwelt – in keinem Zusammenhang mit der Nordland-Trilogie, den bisherigen Computerspielen in der Welt von Das Schwarze Auge.
Die Geschichte des Spiels wurde von Radon Labs in enger Abstimmung mit der Chefredaktion und in Zusammenarbeit mit den DSA-Autoren Stefan Blanck, Momo Evers, Mark Wachholz und Anton Weste entworfen. Begleitend zur Veröffentlichung des Computerspiels erschienen auch mehrere Produkte im Bereich des Pen&Paper-Rollenspiels, der Browsergames, und der Hör-/Bücher.

## Versionen
Das Spiel erschien neben der normalen Variante und einer Steel-Case-Edition auch in einer auf 10.000 Stück limitierten Collector’s Edition. Diese enthält zusätzlich zum Spiel eine Zinnminiatur, das Hörbuch Der Scharlatan, den Soundtrack des Computerspiels auf einer Extra-CD, eine Karte Aventuriens aus Kunstleder und das vollständige Basisregelwerk der 4. Edition DSA in digitaler Form auf DVD.
Einen Bonus erhielten Vorbesteller der Standardedition beim Online-Versandhändler Amazon. Sie erhielten zu ihrem Spiel gratis einen Freischaltcode für einen speziellen Spielgegenstand, die Maske des Meisters.
Am 3. April 2009 erschien weiterhin eine Gold Edition mit verbesserter Grafik und neuen Gegenständen (incl. des Vorbesteller-Bonus Die Maske des Meisters) sowie einem vollständigen DSA-Abenteuer als PDF-Datei. Diese neuen Inhalte wurden später auch in Form eines Patches und eines Pakets mit hochauflösenden Texturen für Erstveröffentlichungen zum Download bereitgestellt.

## Rezeption
Die Durchschnittswertung deutschsprachiger Magazine wurde bei critify.de basierend auf 29 Bewertungen mit 83 Prozent angegeben. Dabei bewerteten die Zeitschriften GameStar (9/2008: 85 %), PC Action (10/2008: 85 %), PC Games (9/2008: 81 %), c’t (17/2008: 100 %), Bravo Screenfun (09/2008: 91 %), Computer Bild Spiele (09/2008: 73 %) wie auf eurogamer.de (6. August 2008: 70 %) durchweg positiv.
Von der Washington Post wurde Drakensang Ende 2008 in einer Vorschau auf fünf ungewöhnliche Spiele des Jahres 2009 (Release der US-Version) angeführt. Am 31. März 2009 wurde Drakensang bei der erstmaligen Verleihung des Deutschen Computerspielpreises als „Bestes deutsches Spiel 2008“ und „Bestes Jugendspiel“ ausgezeichnet. Eine Jury wählte für die Veranstaltung der Branchen-Verbände aus 119 Spielen aus und achtete besonders „auf einen kulturell und pädagogisch wertvollen Inhalt“.